# Mini-ITX

Vergleich von mini-ITX und mini-DTX sowie ATX, µATX und DTX.

Mini-ITX ist ein Formfaktor für Computer-Hauptplatinen, der mit 170 × 170 mm wesentlich kleiner ist als Mainboards im herkömmlichen ATX-Format. Die vier Schrauben und das I/O-Shield sind am selben Platz und machen das Mini-ITX-Mainboard zu ATX kompatibel. Mini-ITX-Mainboards werden oft in Thin-Client-Terminals eingesetzt. Dank zunehmender Leistung der eingesetzten CPUs findet man sie heutzutage auch in Multimedia- und Spiele-PCs vor.
Standardkonforme Mini-ITX-Mainboards werden über einen herkömmlichen 20 bzw. 24-Pin-Stecker mit Strom versorgt. Die Stromversorgung kann über ein ATX-Netzteil erfolgen. Verschiedene Hersteller bieten Mainboards mit integrierten Abwärtswandlern an, die die benötigten niedrigeren Spannungen erzeugen. Diese Boards benötigen ein handelsübliches Schaltnetzteil mit einer einzigen Ausgangsspannung von 12 oder 19 Volt wie bei einigen Laptops, die ein externes Netzteil außerhalb des Computergehäuses benutzen. Mini-ITX-Mainboards sind zu den Befestigungen eines normalen ATX-Gehäuses kompatibel und die erste Steckkarte mit PCI oder PCIe entspricht der ATX-Norm.
Die ersten Mini-ITX-Boards waren meist mit einem fest verlöteten Prozessor von VIA, dem Entwickler des Mini-ITX-Standards. Heute gibt es zahlreiche Mainboards mit Prozessorsockeln für Desktop- oder Notebookchipsätze der Unternehmen Intel und AMD, die den einfachen Wechsel der CPU zulassen. Dadurch ist es möglich, auch aktuelle High-End-Prozessoren auf solchen Mainboards einzusetzen.

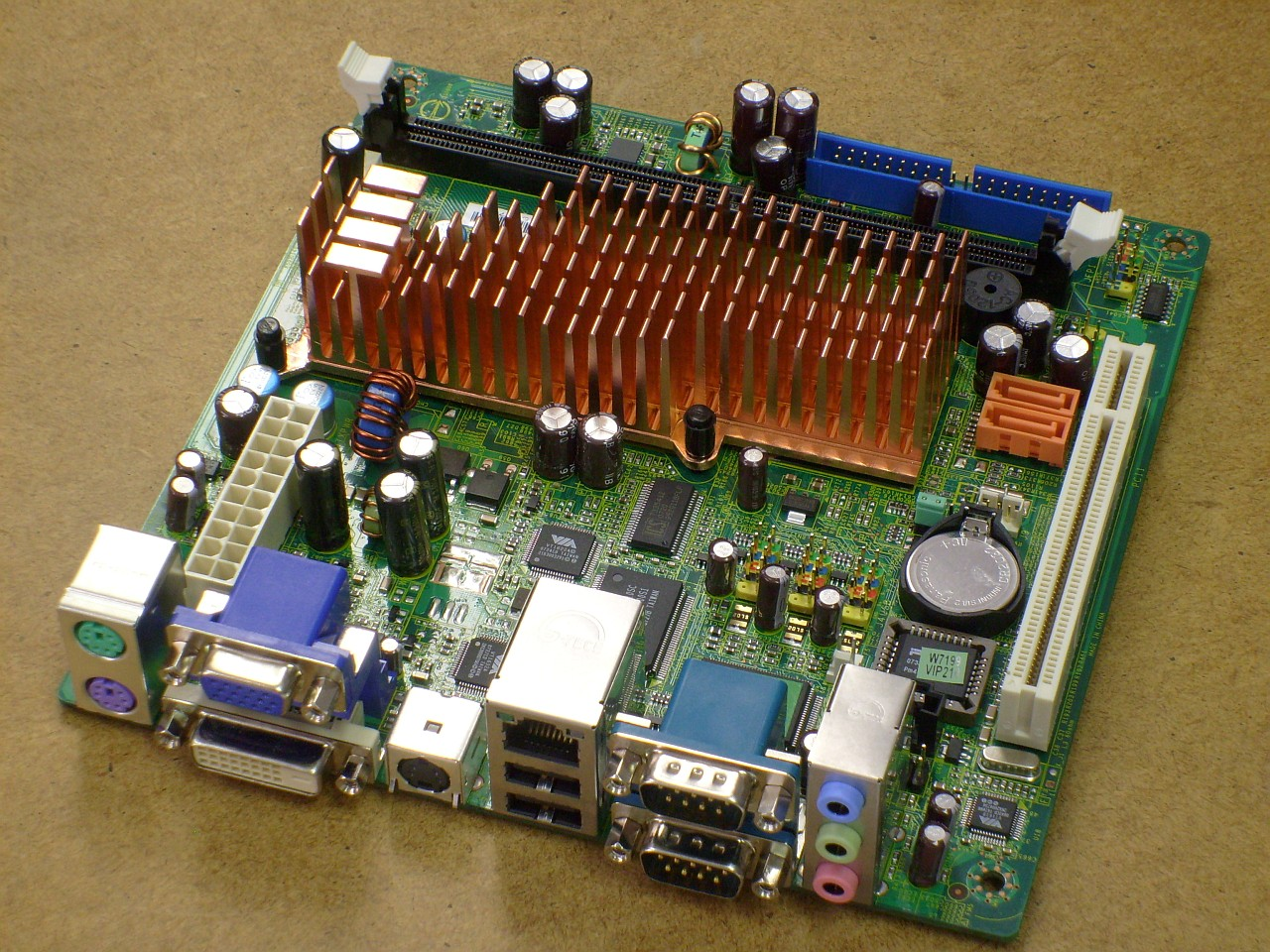
Hauptplatine im Mini-ITX-Format
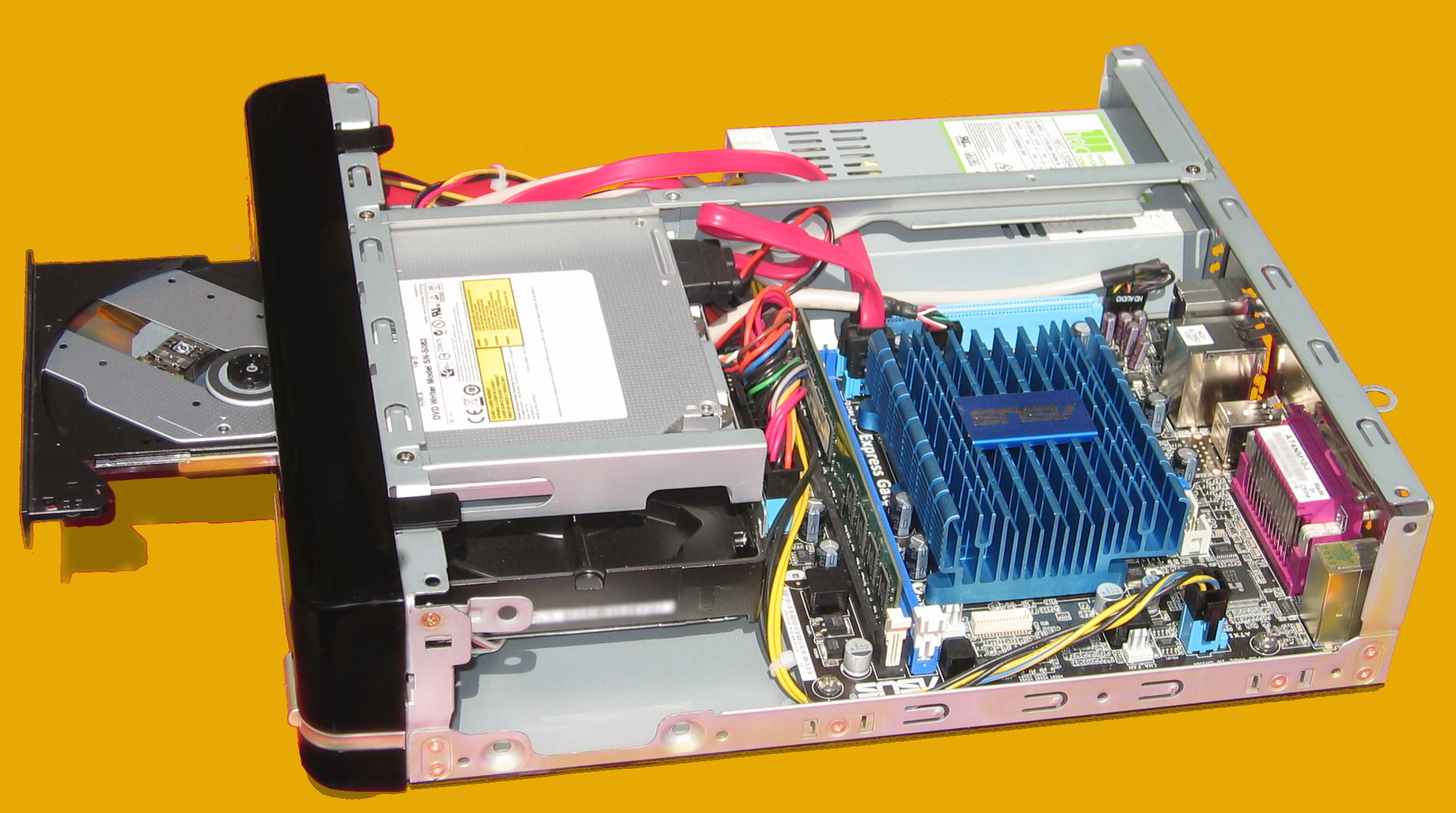
Mini-ITX-PC mit internem Flex-ATX-PC-Netzteil und Intel-Atom-CPU
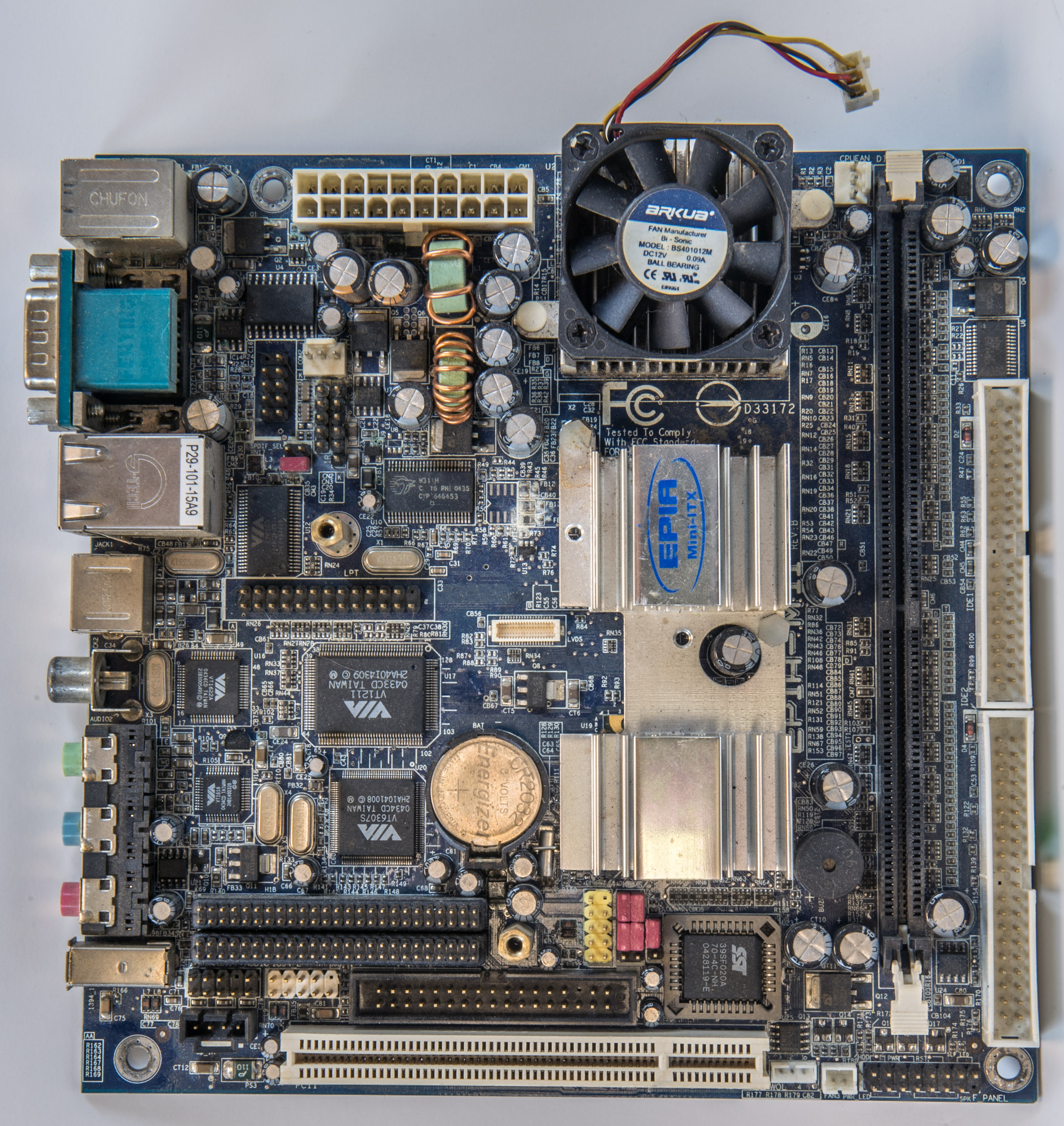
Mini-ITX-Hauplatine mit VIA C7
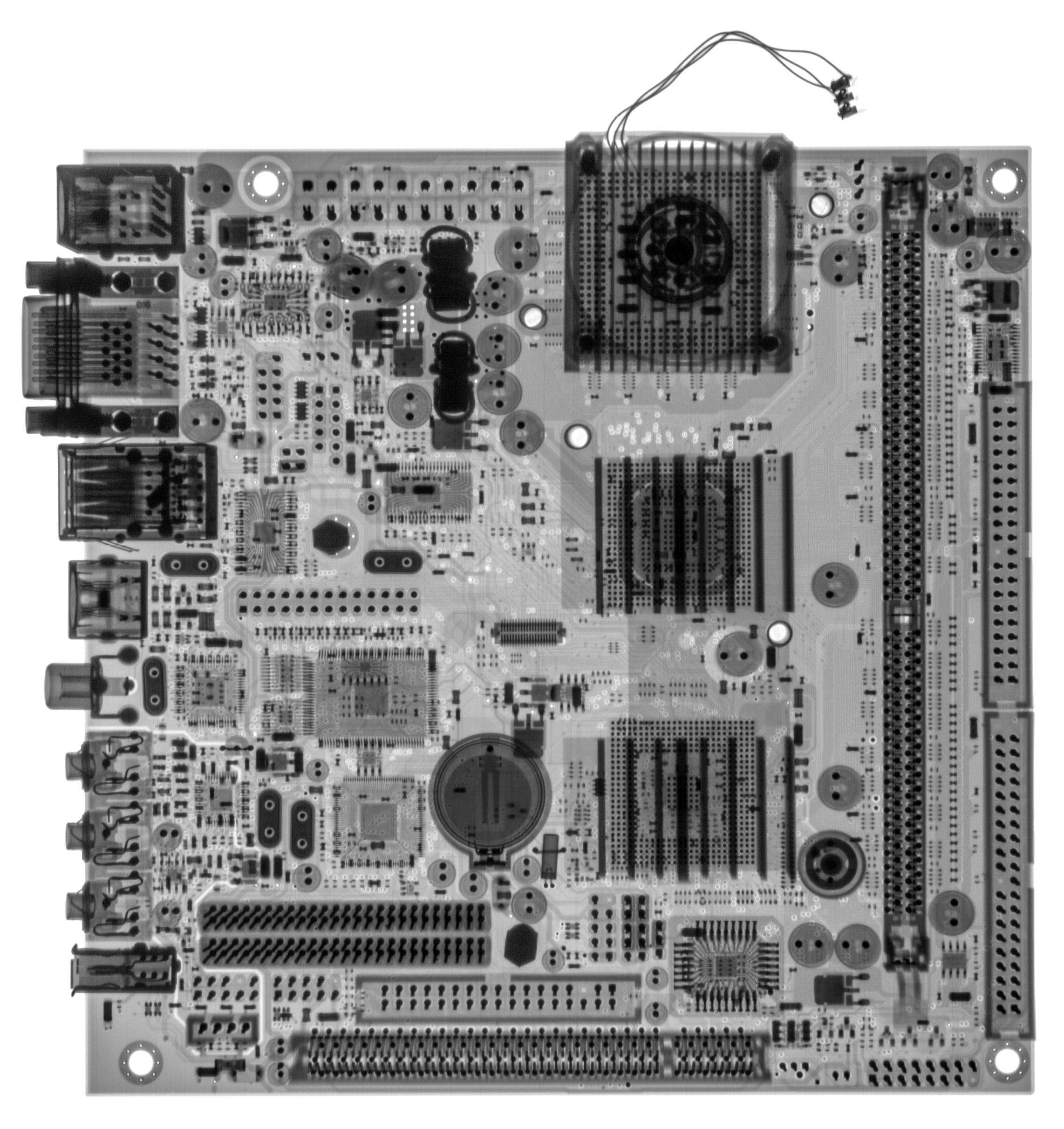
Röntgenbild der Mini-ITX-Hauplatine mit VIA C7